# Platylomalus longicornis
Platylomalus longicornis är en skalbaggsart som först beskrevs av Lewis 1905.  Platylomalus longicornis ingår i släktet Platylomalus och familjen stumpbaggar. Inga underarter finns listade i Catalogue of Life.